# Michèle Pierre-Louis

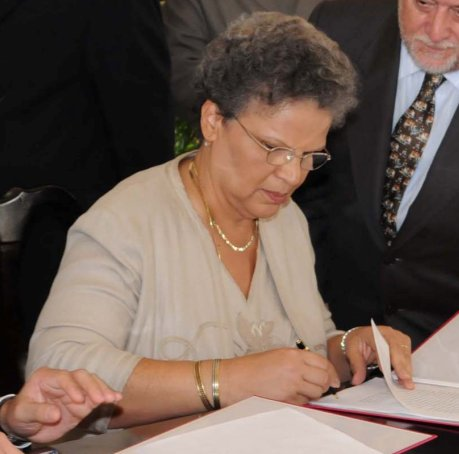
Michèle Pierre-Louis (2009)

Michèle Duvivier Pierre-Louis (* 5. Oktober 1947) war zwischen September 2008 und ihrer Absetzung durch den Senat im Oktober 2009 Premierministerin von Haiti.

## Leben
Pierre-Louis ist gelernte Wirtschaftswissenschaftlerin. Anfang der 1990er Jahre war sie im Parlament unter Präsident Jean-Bertrand Aristide unter anderem zuständig für den Entwurf einer Bodenreform. Seit 1995 war Pierre-Louis Exekutivdirektorin der Knowledge and Freedom Foundation (FOKAL, deutsch: Stiftung für Wissen und Freiheit), einer großteils vom Open Society Institute des US-Milliardärs und Philanthropen George Soros finanzierten Nichtregierungsorganisation. In dieser Funktion hat Pierre-Louis eine landesweite Alphabetisierungskampagne ins Leben gerufen und den Bau von 40 Bibliotheken initiiert. In den bürgerkriegsähnlichen Zuständen während der letzten Phase der Präsidentschaft von Aristide leistete sie Anfang 2004 Widerstand gegen Polizisten, die ihre Mitarbeiter mit Waffen bedrohten.
Am 23. Juni 2008 wurde sie von Präsident René Préval als haitianische Premierministerin nominiert. Ihr Amtsvorgänger Jacques-Édouard Alexis war am 12. April 2008 vom Parlament entlassen worden, nachdem überhöhte Lebensmittelpreise im Zuge der Nahrungsmittelpreiskrise 2007–2008 Unruhen hervorgerufen hatten. Danach waren bereits zwei andere Nominierte (Ericq Pierre und Robert Manuel) von der Abgeordnetenkammer abgelehnt worden, was zu einer dreimonatigen Regierungskrise geführt hatte.
Am 17. Juli 2008 stimmte die Abgeordnetenkammer der Nominierung von Pierre-Louis zu (mit 61 Stimmen Pro, einer Kontra und 21 Enthaltungen), am 31. Juli 2008 auch der Senat (zwölf Prostimmen, fünf Enthaltungen, keine Gegenstimme). Senatoren der Opposition bezweifelten ihre Eignung für das Amt aufgrund von anonymen Gerüchten, sie sei lesbisch. Evangelikale forderten – allerdings erfolglos – eine parlamentarische Untersuchungskommission dazu. Öffentlich bestätigt ist lediglich, dass Pierre-Louis von ihrem Mann getrennt lebt und eine bereits erwachsene Tochter hat. Pierre-Louis gilt auch als Gegnerin des von ehemaligen Militärs geforderten Neuaufbaus einer eigenen Armee des Landes.
Am 29. August 2008 stimmte die Abgeordnetenkammer ihrem Kabinett und Regierungsprogramm zu, am 5. September folgte die Zustimmung des Senats. Am gleichen Tag trat sie ihr Amt an.
Pierre-Louis ist die zweite Frau in diesem Amt nach Claudette Werleigh.
Am 30. Oktober 2009 wurde Michèle Pierre-Louis durch ein Misstrauensvotum – 18 der 29 Abgeordneten hatten sich gegen sie ausgesprochen – gestürzt und auf Vorschlag des haitianischen Präsidenten René Préval der damalige Minister für Planung und externe Zusammenarbeit Jean-Max Bellerive als ihr Nachfolger vorgeschlagen und gewählt.

## Ehrungen
- 2025: Ehrendoktorwürde verliehen von dem Bard College, New York[5]